# 榊るな
榊 るな（さかき るな）は、日本の女性声優。主にアダルトゲームに声をあてている。

## 出演

### アダルトゲーム

#### 2002年
- 尽くしてあげちゃう4 私たちの蜜月（田原千鶴）
- 召しませアイドル（月草めぐみ）

#### 2003年
- ELYSION 〜永遠のサンクチュアリ〜（ジョバンナ・ロッセリーニ）
- しあわせのかたち（今居こころ）
- 夏色の砂時計 for windows（芹沢香穂）
- 人妻×人妻3〜ここは人妻まーけっと!〜（桜庭なぎさ）

#### 2004年
- 機甲少女隊ガールズフォース（ミルク・ミル・ミルメーク）
- キャリばん（あや）
- THE 面接官（和泉真希）
- ジェミニ（対馬玖実）
- まじかる☆ている（アリア）
- 弄ing〜もてあそばれたい〜（ブロディア・ハディード）

#### 2005年
- 桜華 -おうか-（古坂あや）
- しすたー・すきーむ（日下勇美）
- まじかる☆ている〜ちっちゃな魔法使い〜（アリア）
- ゆりね〜おねえさまがおしえてくれた〜（二ノ宮凛）

#### 2006年
- しすたー・すきーむ DVDPG（日下勇美）

#### 2007年
- E×E（伏見真姫奈）
- 月光のカルネヴァーレ（イリス）

#### 2008年
- 彼女×彼女×彼女 〜三姉妹とのドキドキ共同生活〜（姫野原鈴蘭）
- Sugar+Spice! Party☆Party（藤間かごめ）
- ちぇいすと☆ちぇいすっ!（奏）
- 春色こみゅにけ〜しょん（加美山椿）
- 夢見白書 〜Second Dream〜（御手洗幽水、御手洗霊奈）

#### 2009年
- 彼女×彼女×彼女 ドキドキフルスロットル!（姫野原鈴蘭）[1]
- しろくまベルスターズ♪（鰐口きらら）
- DISCIPLINE LS（西崎桃音）
- 夏色さじたりうす〜浜井原学園弓道部〜（雨宮早百合）
- Princess Party 〜プリンセスパーティー〜（霜山椿）

#### 2010年
- Elle:PrieR 〜しあわせの欠片をさがして〜（エルラ）
- くれよんちゅーりっぷ〜ちどりとこるりの誘惑授業〜（烏丸くいな）
- Knight Carnival!（ガレス）
- 初恋サクラメント（楓、夏目摩子）

#### 2011年
- A.G.II.D.C. 〜あるぴじ学園2.0 サーカス史上最大の危機!?〜（こなら様）
- 真・夜勤病棟（児玉ひかる）
- Primary Step（鷺宮菫）
- 未来ノスタルジア（工藤日奈乃）

#### 2012年
- Friends（涼月英里歌）[2]
- リア充催眠〜リアルが充実する催眠生活はじめました。〜（汐留日彩）[3]
- 英雄*戦姫（ノストラダムス[4]、ガリレオ[5]）
- 初恋前線。（西蓮寺美百合）
- 倉野くんちのふたご事情（倉野みこと）[6]

#### 2013年
- モテすぎて修羅場なオレ（片倉沙希）[7]
- 恋せよ!!妹番長（乃神焔晶）[8]
- Dang!Dang!団地妻 わたしだけの旦那さま♥（鬼龍院楓）[9]
- ゆめいろアルエット!（鳳凰院雀）[10]
- 幻創のイデア〜Oratorio Phantasm Historia〜（ルージュ）[11]

#### 2014年
- 英雄*戦姫GOLD（ノストラダムス）[12]

#### 2015年
- あま恋シロップス 〜恥じらう恋心でシたくなる甘神様の恋祭り〜（アナステシア・ローズ）[13]

### アダルトゲーム
2006年
- 桜華 〜心輝かせる桜〜（古坂あや）

2012年
- しろくまベルスターズ♪ ハッピーホリデーズ!（鰐口きらら）

2013年
- 英雄*戦姫（ノストラダムス、ガリレオ）

### アダルトアニメ
2002年
- 女教師（藤堂水魂都）

2004年
- DISCODE 異常性愛（和泉鏡華）

2005年
- 夜勤病棟 Kranke 児玉ひかる・あい（児玉ひかる）

2010年
- あきそら〜夢の中〜（咲月ルナ）

## ラジオ
2011年
- ほめられてのびるらじおPP (音泉：第208回、第209回 ゲスト)